# Serp Facula
La Serp Facula è una struttura geologica della superficie di Mercurio.